# Tameka Williams
Tameka Williams (Basseterre, 31 agosto 1989) è una velocista nevisiana.

## Carriera
Williams inizia la carriera internazionale nel 2005 e ottenendo dei buoni risultati ai Giochi CARIFTA del 2006 e 2007. Dal 2009 è chiamata all'interno della squadra seniores con cui partecipa ai campionati centroamericani e caraibici di L'Avana, contribuendo a conquistare la medaglia d'oro nella staffetta.

Nel 2012 aveva segnato i record nazionali nei 100 e 200 metri ma in seguito alla sua ammissione di uso di sostanze vietate, che hanno portato anche alla sua non partecipazione con la squadra nazionale ai Giochi olimpici di Londra, i risultati sono stati invalidati.

Dopo la squalifica torna a gareggiare e partecipa ai Giochi olimpici di Rio de Janeiro del 2016.

## Record nazionali
- 50 metri piani indoor: 6"30 ( Liévin, 14 febbraio 2012)
- Staffetta 4×100 metri: 43"53 ( L'Avana, 4 luglio 2009) (Tanika Liburd, Meritzer Williams, Tameka Williams, Virgil Hodge)

## Palmarès
| Anno | Manifestazione      | Sede           | Evento         | Risultato  | Prestazione | Note                          |
| ---- | ------------------- | -------------- | -------------- | ---------- | ----------- | ----------------------------- |
| 2006 | Giochi CAC          | Cartagena      | 4×100 m        | 5ª         | 45"06       |                               |
| 2006 | Mondiali juniores   | Pechino        | 100 m piani    | Batteria   | 12"00       |                               |
| 2007 | Giochi panamericani | Rio de Janeiro | Salto in lungo | 9ª         | 6,10 m      |                               |
| 2007 | Giochi panamericani | Rio de Janeiro | 4×100 m        | 5ª         | 44"14       |                               |
| 2008 | Mondiali juniores   | Bydgoszcz      | 100 m piani    | Semifinale | 11"99       |                               |
| 2008 | Mondiali juniores   | Bydgoszcz      | 200 m piani    | Batteria   | 24"55       |                               |
| 2008 | Mondiali juniores   | Bydgoszcz      | 4×100 m        | 6ª         | 45"10       |                               |
| 2009 | Campionati CAC      | L'Avana        | 100 m piani    | Batteria   | 11"78       |                               |
| 2009 | Campionati CAC      | L'Avana        | 4×100 m        | Oro        | 43"53       | Record nazionale              |
| 2009 | Mondiali            | Berlino        | 200 m piani    | Semifinale | 23"47       |                               |
| 2009 | Mondiali            | Berlino        | 4×100 m        | Batteria   | 43"98       |                               |
| 2010 | Giochi CAC          | Mayagüez       | 100 m piani    | Batteria   | 11"66       |                               |
| 2010 | Giochi CAC          | Mayagüez       | 200 m piani    | 7ª         | 24"48       |                               |
| 2010 | Giochi CAC          | Mayagüez       | 4×100 m        | Bronzo     | 44"43       |                               |
| 2011 | Campionati CAC      | Mayagüez       | 100 m piani    | 7ª         | 11"75       |                               |
| 2011 | Campionati CAC      | Mayagüez       | 200 m piani    | Batteria   | 23"63       |                               |
| 2011 | Giochi panamericani | Guadalajara    | 100 m piani    | Semifinale | 11"68       |                               |
| 2011 | Giochi panamericani | Guadalajara    | 200 m piani    | 4ª         | 23"06       | Miglior prestazione personale |
| 2016 | Giochi olimpici     | Rio de Janeiro | 200 m piani    | Batteria   | 23"61       |                               |